# Greens Landing
Greens Landing est une census-designated place située dans le comté de Bradford, dans l’État de Pennsylvanie, aux États-Unis. Lors du recensement de 2020, elle compte 898 habitants.